# Salih Hasan Chunajfis
Salih Hasan Chunajfis (hebr.: סאלח-חסן ח'ניפס, ang.: Salah-Hassan Hanifes, ur. 1 marca 1913 w Szefaram, zm. 16 marca 2002) – izraelski polityk, druz, w latach 1951–1959 poseł do Knesetu z listy Postęp i Praca.
W wyborach parlamentarnych w 1951 po raz pierwszy dostał się do izraelskiego parlamentu jako jedyny poseł z listy Postęp i Praca. Zasiadał w Knesetach II i III kadencji.